# Sławno (województwo mazowieckie)
Sławno (łac. Zlauno) – wieś w Polsce położona w województwie mazowieckim, w powiecie radomskim, w gminie Wolanów. Ma status sołectwa. Leży w odległości ok. 8 km na zachód od Radomia.
| SIMC    | Nazwa          | Rodzaj    |
| ------- | -------------- | --------- |
| 0641578 | Janów          | część wsi |
| 0641584 | Sławno-Kolonia | część wsi |
| 0641590 | Smyków         | część wsi |
| 0641609 | Strojków       | część wsi |

Po raz pierwszy wymieniono Sławno w źródle pisanym w 1155 roku. Była to bulla papieża Hadriana IV (Bulla wrocławska) wystawiająca przywilej dla biskupstwa we Wrocławiu, w którym nadmieniono, że: „Ex dono comitis Zlauomir villam iuxta Radom que vocatur Zlauno”. 
W latach 1975–1998 miejscowość położona była w województwie radomskim. 
Wieś jest siedzibą rzymskokatolickiej parafii św. Anny.